# Триптаза
Триптаза (КФ 3.4.21.59) — найбільш поширена серинова протеїназа, що походить із секреторних гранул і міститься в тучних клітинах. Вона використовується як маркер активації тучних клітин.

## Номенклатура
Триптаза також відома як триптаза тучних клітин, протеаза тучних клітин II, триптаза шкіри, триптаза легень, триптаза гіпофіза, нейтральна протеаза тучних клітин, серинова протеаза тучних клітин II, протеаза тучних клітин II, серинова протеаза триптаза тучних клітин, протеаза тучних клітин щурів II та триптаза M.

## Клінічне значення
Рівень триптази в сироватці крові зазвичай становить менше 11,5 нг/мл. Підвищені рівні триптази в сироватці крові спостерігаються як при анафілактичних, так і при анафілактоїдних реакціях, але негативний тест не виключає анафілаксії. Триптаза рідше підвищується при алергічних реакціях на їжу, на відміну від інших причин анафілаксії. Рівень триптази в сироватці крові також підвищений і використовується як один із показників, що свідчать про наявність еозинофільних лейкемій через генетичні мутації, що призводять до утворення генів злиття FIP1L1-PDGFRA, або про наявність системного мастоцитозу.
Клітини Клара (англ. club cells) містять триптазу, яка, як вважається, відповідає за розщеплення поверхневого білка гемаглютиніну вірусу грипу А, тим самим активуючи його та спричиняючи симптоми грипу.

## Фізіологічна роль
Триптаза бере участь в алергічних реакціях і підозрюється в тому, що діє як мітоген для фібробластних ліній. Триптаза може використовувати морфіновий (morpheein) механізм алостеричної регуляції.
Триптаза тучних клітин-6 бере участь в інфекції Trichinella spiralis у мишей через зв'язок адаптивного та вродженого імунітету.

## Гени
Гени людини, які кодують білки з триптазною активністю:
| Гени людини | Ензими           |
| ----------- | ---------------- |
| TPSAB1      | Триптаза альфа-1 |
| TPSAB1      | Триптаза бета-1  |
| TPSB2       | Триптаза бета-2  |
| TPSD1       | Триптаза дельта  |
| TPSG1       | Триптаза гамма   |
| PRSS22      | Триптаза епсілон |

Мишачі гени, які кодують білки з триптазною активністю:
| Гени миші | Ензими         |
| --------- | -------------- |
| Tpsb2     | Триптаза MCP-6 |
| Tpsab1    | Триптаза MCP-7 |